# Antoine de Courtin
Antoine de Courtin, född 1622, död 1685, var en fransk-svensk diplomat.
Courtin kom till Sverige 1645 med Pierre Hector Chanut och blev på dennes rekommendation sekreterare först hos drottning Kristina och senare hos Karl X Gustav samt adlades 1651. Från 1654 var han flera år svensk resident i Paris men utträdde senare ur Sveriges tjänst och skickades 1661 som fransk handelsagent till Stockholm, där han 1662 slöt ett handelsfördrag. 1663 lämnade han Sverige och skall senare ha varit president i något franskt ämbetsverk.